# Герб Суксуна
Герб Суксуна — официальный символ Суксунского городского округа Пермского края Российской Федерации.
Ныне действующий герб Суксунского городского округа утвержден решением Земского Собрания Суксунского муниципального района №118 от 9 апреля 2010 года как герб Суксунского муниципального района; переутвержден решением Думы Суксунского городского округа от 20 октября 2022 г. № 299 как герб Суксунского городского округа. Внесён в Государственный геральдический регистр Российской Федерации с присвоением регистрационного № 5880.

## Геральдическое описание герба
В рассеченном зеленью и лазурью поле с серебряной волнистой оконечностью золотой самовар с двумя ручками и закрытым краном.

## Символика
- золотой самовар указывает на то, что основным занятием мастерового населения района на протяжении многих десятилетий было производство этой продукции, принесшей славу Суксунской земле;
- золото — символ высшей ценности, богатства, величия, постоянства, силы и великодушия;
- серебро символизирует чистоту, благородство, совершенство, мир;
- лазоревый цвет символизирует надежду, возрождение, показывает водные богатства района;
- зелёный цвет символизирует природные богатства территории, а также сельскохозяйственную направленность её развития.

## История

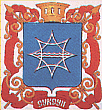
Герб Суксунского муниципального района 1999 года

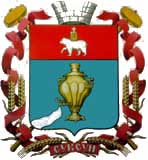
Герб Суксунского муниципального района 2002 года

23 февраля 1998 года была создана комиссия по определению гербовых символов и созданию территориального герба посёлка Суксун, разработанный ею герб был утверждён Решением Земского Собрания Суксунского района Пермской области от 3 февраля 1999 года № 84 «Об утверждении территориального герба Суксуна». Авторами данного герба считаются Л. И. Грушковская,
В. П. Василевский и В. М. Собакин. Описание герба: «В лазоревом поле щита серебряная восьмиконечная звезда. Восьмерик — символ иконы Богородицы Неопалимой Купины. Звезда заступница, явившись земле Суксунской, даровала мир, россыпи минеральных источников и процветание. Серебряные волны в центре восьмерика символизируют жизнь, материнское начало Суксуна — его холодные чистые воды, величие природы и духа. Справа вверху, в вольной части, герб Пермский. Щит увенчан серебряной конфоркой Суксунского самовара, который своим корпусом, выполненным в виде золотой декоративной решетки, перевитой Александровской лентой, символизирует силу семейных родовых уз и традиций, потенциал земли, материнство и мужество народа».
11 декабря 2001 года была создана рабочая группа, которая разработала новый вариант герба, утверждённого Решением Земского Собрания Суксунского района Пермской области от 21 февраля 2002 года № 157 «Об утверждении герба п. Суксун». Описание герба: «В лазоревом поле золотой самовар, из крана которого исходит серебряный волнистый поток вправо. Геральдический щит увенчан серебряной двухбашенной короной. За щитом два накрест положенные золотые молотки, перевитые красной лентой с золотыми колосьями. Под оконечностью щита на красной ленте серебром надпись „Суксун“. Вариантом герба п. Суксун является гербовой щит, в верхней части (1/3 от высоты щита) которого на красном поле помещается основная гербовая фигура герба Пермской области — медведь серебряный с золотым Евангелием на спине, увенчанным серебряным крестом».